# Nieznachowo (Pomerania)
Nieznachowo [pronunciación en polaco: /ɲeznaˈxɔvɔ/] (en alemán: Nesnachow) es un asentamiento en el distrito administrativo de Gmina Wicko, dentro del Distrito de Lębork, Voivodato de Pomerania, en el norte de Polonia. Se encuentra aproximadamente 7 kilómetros al noreste de Wicko, 18 kilómetros al norte de Lębork, y 72 kilómetros al noroeste de la capital regional, Gdańsk.
Para detalles de la historia de la región, véase Historia de Pomerania.